# Барашкевич, Павел
Па́вел Барашке́вич (пол. Paweł Baraszkiewicz; 20 мая 1977, Дзялдово) — польский гребец-каноист, выступал за сборную Польши в середине 1990-х — начале 2010-х годов. Серебряный призёр летних Олимпийских игр в Сиднее, четырёхкратный чемпион мира, пятикратный чемпион Европы, победитель многих регат национального и международного значения.

## Биография
Павел Барашкевич родился 20 мая 1977 года в городе Дзялдово Варминьско-Мазурского воеводства. Активно заниматься греблей начал с тринадцати лет, проходил подготовку в Познани в местном спортивном клубе «Поснания».
Уже в 1996 году в возрасте девятнадцати лет отобрался на Олимпийские игры в Атланте, где, тем не менее, был далеко от призовых позиций — в зачёте двухместных лодок в паре с Марцином Коберским остановился на стадии полуфиналов, показав в этом заезде лишь восьмой результат.
Первого серьёзного успеха на взрослом международном уровне добился в 1997 году, когда попал в основной состав польской национальной сборной и побывал на возобновлённом чемпионате Европы в болгарском Пловдиве, откуда привёз награды золотого и бронзового достоинства, выигранные в зачёте двухместных каноэ на дистанции 500 метров и в зачёте четырёхместных каноэ на дистанции 1000 метров соответственно. Также в этом сезоне выступил на чемпионате мира в канадском Дартмуте, где стал серебряным призёром в двойках на пятистах метрах и бронзовым призёром в четвёрках на тысяче метрах. Год спустя на мировом первенстве в венгерском Сегеде выиграл серебряную медаль в полукилометровой гонке двухместных экипажей.
В 1999 году Ендрашко одержал победу на европейском первенстве в хорватском Загребе, одолев всех соперников в двойках на двухстах метрах, и был награждён бронзовой медалью в состязаниях одиночек на километровой дистанции, кроме того, получил серебро и золото на мировом первенстве в Милане, в двойках на двухстах и пятистах метрах соответственно. В следующем сезоне на домашнем чемпионате Европы в Познани победил во всех трёх дисциплинах, в которых принимал участие: в гонках двухместных экипажей на дистанциях 200, 500 и 1000 метров. Благодаря череде удачных выступлений удостоился права защищать честь страны на летних Олимпийских играх в Сиднее — в двойках на полукилометровой дистанции вместе с напарником Данелем Ендрашко завоевал бронзовую медаль, уступив в решающем заезде только венгерскому экипажу Ференца Новака и Имре Пулаи. Помимо этого, в паре с Михалом Гаёвником стартовал на километре, но здесь стал в финале только восьмым.
На чемпионате Европы 2001 года в Милане взял серебро в двойках на двухстах метрах и бронзу в четвёрках на двухстах метрах, в то время как на чемпионате мира в Познани был лучшим среди двоек на двухстах метрах и занял второе место на пятистах метрах. Два года спустя на аналогичных соревнованиях в американском Гейнсвилле дважды поднимался на верхнюю ступень пьедестала почёта, выиграв все заезды двоек на двухстах и пятистах метрах, став таким образом четырёхкратным чемпионом мира. В 2004 году на чемпионате Европы в Познани добавил в послужной список бронзовую и серебряную медали с чемпионата Европы в Познани. Будучи одним из лидеров гребной команды Польши, благополучно прошёл квалификацию на Олимпийские игры в Афинах, в паре с Ендрашко попытался повторить успех четырёхлетней давности, но на сей раз оказался девятым.
После афинской Олимпиады Павел Барашкевич остался в основном составе польской национальной сборной и продолжил принимать участие в крупнейших международных регатах. Так, в 2005 году он пополнил медальную коллекцию бронзовой и серебряной наградами с чемпионата Европы в Познани, выигранными в одиночках на дистанциях 200 и 500 метров соответственно, а также добыл серебро на чемпионате мира в Загребе, в состязаниях одиночек на пятистах метрах. Год спустя на мировом первенстве в Сегеде завоевал серебряную медаль в каноэ-четвёрках на пятистах метрах, ещё через год на соревнованиях в немецком Дуйсбурге удостоился бронзовой награды в двойках на тысяче метрах. В следующем сезоне выиграл бронзовую медаль на чемпионате Европы в Милане, заняв третье место в километровом зачёте двухместных экипажей. Позже отправился представлять страну на Олимпийских играх 2008 года в Пекине — вместе с новым напарником Войцехом Тышиньским стартовал в двойках на 1000 метрах, но показал в финале только седьмой результат, в то время как в одиночках на пятистах метрах был восьмым.
В 2010 году Барашкевич уже в возрасте тридцати трёх лет завоевал две бронзовые награды на очередном чемпионате мира в Познани, в двухсотметровой гонке двухместных лодок и в эстафете 4 × 200 метров. Последний раз показал сколько-нибудь значимый результат в сезоне 2011 года, когда стал серебряным призёром европейского первенства в Белграде, разместился на второй строке в итоговом протоколе программы одиночных каноэ на дистанции 500 метров. Вскоре по окончании этих соревнований принял решение завершить карьеру профессионального спортсмена, уступив место в сборной молодым польским гребцам.